# A-de-Justa
A-de-Justa, era, em 1747, uma aldeia portuguesa da freguesia de Nossa Senhora do Reclamador dos Casais, termo da vila de Tomar. Pertencia ao Bispado de Coimbra e à Província da Estremadura.